# Société nigérienne du pétrole
 (septembre 2018).
La Société nigérienne du pétrole anciennement Société nigérienne des produits pétroliers (SONIDEP) est une société nigérienne qui opère dans le domaine de l'énergie.

## Historique
La SONIDEP a été créée le 20 janvier 1977 pour assurer la sécurité des approvisionnements en hydrocarbures du Niger. Elle est certifiée ISO 9001 depuis 2008. 
En 2012, elle s’est vu confier la commercialisation d’une partie de la production de la raffinerie de Zinder
,.
Depuis janvier 2020 cette société a reçu la dénomination de « Société nigérienne de pétrole SONIDEP SA ».
En septembre 2023, Ali Seibou Hassane est nommé directeur général de la SONIDEP.

## Activité
La SONIDEP assure l’achat, le stockage et la revente de produits pétroliers sur le territoire du Niger. Jusqu'en 2011, les hydrocarbures sont intégralement importés. Le transport est une activité externalisée. Son chiffre d’affaires est de 188,784 milliards de Francs CFA en 2010
Le stockage est assuré par six dépôts repartis sur l’ensemble du territoire : Sorey, près de Niamey, Dosso, Agadez, Maradi, Diffa et Zinder. Leur capacité est de 40 500 m3.

## Organisation
Le capital de la SONIDEP, 1 milliard de francs CFA, est détenu intégralement par l’état nigérien. L'organisation anciennement placée sous la tutelle du ministre du commerce a été placée sous la tutelle du ministre du pétrole lors d'un conseil des ministres en date du 13 mars 2020.
Son siège social est installé à Niamey.